# La Jana
La Jana es un municipio de la Comunidad Valenciana, España. Situado en el norte de la provincia de Castellón, en la comarca del Bajo Maestrazgo.

## Geografía

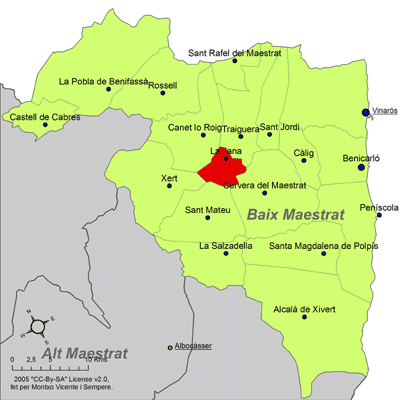
Localización en la comarca del Bajo Maestrazgo

Integrado en la comarca del Bajo Mestrazgo, se sitúa a 73 kilómetros de la capital provincial. El término municipal está atravesado por la carretera N-232 entre los pK 20 y 22, además de por las carretera autonómica CV-10, que permite la comunicación con San Mateo, y por la carretera local CV-110, que conecta con Canet lo Roig.
El relieve del municipio es ondulado, el propio de la transición entre las montañas del Maestrazgo y la llanura de Vinaroz. La altitud oscila entre los 481 m al sureste y los 280 m al sur, cerca de la Rambla de Cervera. El pueblo se alza a 297 m sobre el nivel del mar.

### Localidades limítrofes
| Noroeste: Canet lo Roig | Norte: Canet lo Roig     | Noreste: Traiguera                       |
| Oeste: Chert            |                          | Este: Traiguera                          |
| Suroeste: San Mateo     | Sur: Cervera del Maestre | Sureste: Traiguera y Cervera del Maestre |

## Historia
Lo que si ya tiene más fundamento histórico es la ubicación de "Intibilis"en la Villa. Según los Vasos Apolinares, "Intibilis" era una mansión en la Vía Augusta donde se cruzaba con la Vía Hercúlea que iba de Peñiscola a Zaragoza. En los dichos Vasos Apolinares cita la distancia de "Intibilis" entre Dertosa (Tortosa) e Ildum en 27 millas, además lo confirma la cantidad de monedas romanas, tejas, cerámica, etc., que se han encontrado en el casco urbano, pero lo más importante es la estatuilla de bronce del dios romano Hércules que se encontró en el año 1943 en la Plaza Mayor, lo que demuestra la existencia de un oratorio para la protección de los viajeros.
Formaba parte de la bailía de Cervera. Fue señorío de la Orden del Hospital desde 1233 hasta el año 1319, y posteriormente señorío de la Orden de Montesa hasta el siglo XIX. No conocemos su carta puebla, muy probablemente otorgada en la década de 1240; durante la época medieval fue una pequeña villa del término de Cervera asignada a las rentas de Mesa Maestral de Montesa. En 1540 fue convertida en villa independiente por el Gran Maestre de la orden. En el siglo XVIII, durante la Guerra de Sucesión sería partidaria de Felipe de Borbón.

## Demografía
La Jana cuenta con una población de 688 habitantes (INE 2024).
| Gráfica de evolución demográfica de La Jana entre 1842 y 2021                                                       |
| |
| Población de derecho según los censos de población del INE Población de hecho según los censos de población del INE |

## Economía
La economía se basa en la agricultura, especialmente en los olivos.

## Administración y política
| Periodo   | Nombre                     | Partido   |
| --------- | -------------------------- | --------- |
| 1979-1983 | Marcelino Beltrán Balaguer | UCD       |
| 1983-1987 | Vicente Balaguer Pavia     | PSPV-PSOE |
| 1987-1991 | Eleuterio Boix             | AP        |
| 1991-1995 | Vicente Prades             | PP        |
| 1995-1999 | Vicente Prades             | PP        |
| 1999-2003 | Vicente Prades             | PP        |
| 2003-2007 | Juan Gargallo Balaguer     | PSPV-PSOE |
| 2007-2011 | Juan Gargallo Balaguer     | PSPV-PSOE |
| 2011-2015 | Joaquín Lladser Balaguer   | PP        |
| 2015-2019 | Domingo Tolós Lladser      | Compromís |
| 2019-2023 | Ismael Vilanova Boix       | PSPV-PSOE |
| 2023-act. | César Simó Vallés          | PP        |

## Patrimonio
- Iglesia parroquial. Dedicada a San Bartolomé es de las postrimerías del siglo XVII con gran portada barroca.
- Casco urbano. De interés arquitectónico.
- Ermita Nuestra Señora de los Ángeles, de estilo barroco.

## Fiestas locales
- Fiestas Patronales. Se celebran a partir del 24 de agosto en honor del patrón San Bartolomé.
- Fira de la Jana. Se celebra el último fin de semana de octubre.

## Lugares de interés
- Cerro del Castellet. Uno de los lugares más pintorescos y donde se localiza un poblado ibérico
- Museo de olivos milenarios. Situado en la partida de El Pou del Mas, una pequeña muestra de los muchísimos olivos monumentales que se encuentran en sus campos.

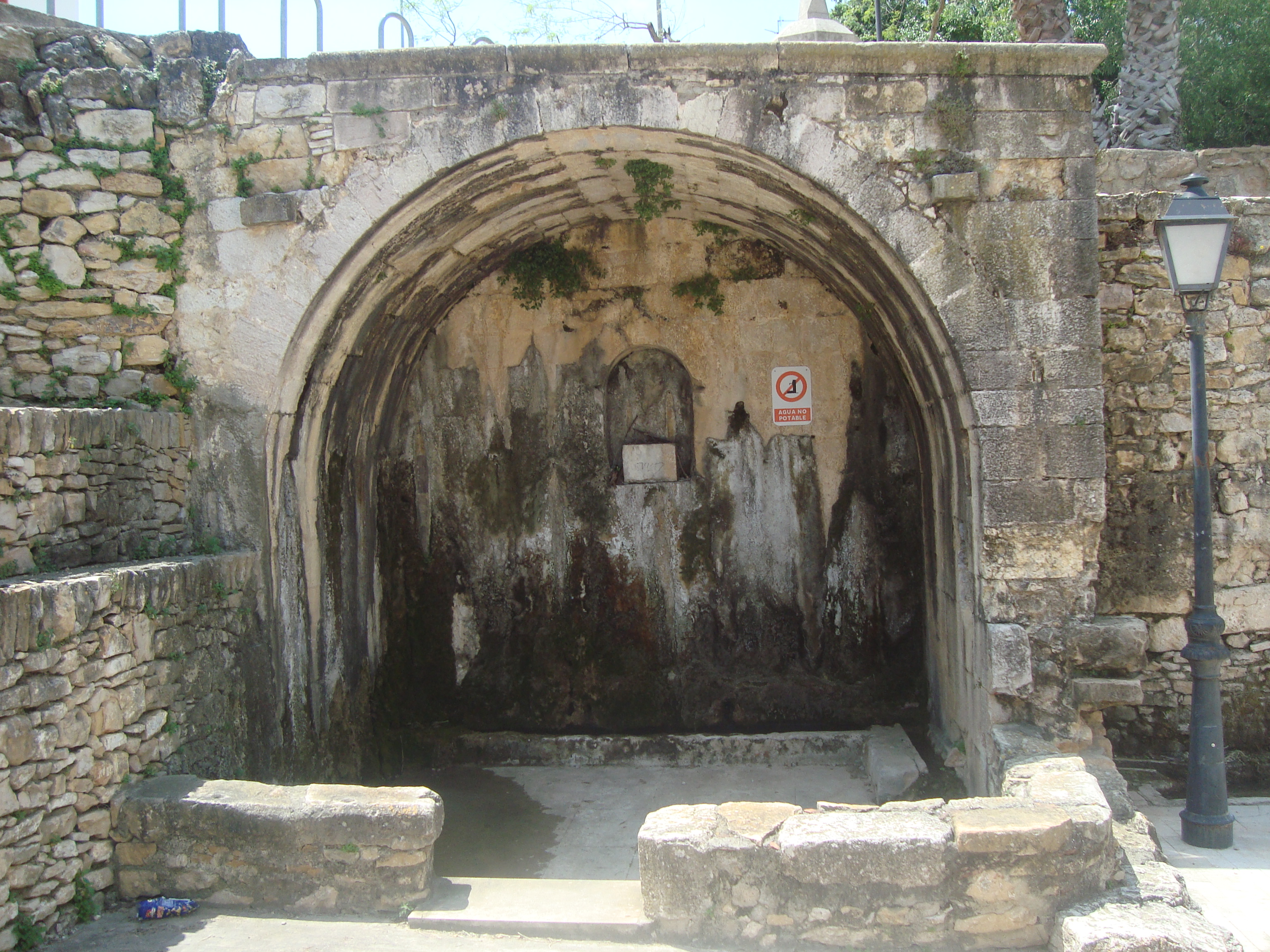
Font dels Llavadors